# Salzbergwerk Hallein
Das Salzbergwerk in Bad Dürrnberg / Hallein nahe Salzburg gehört zu den ältesten Bergwerken der Welt und ist eine historische Sehenswürdigkeit. Heute wird hier ein Schaubergwerk mit Besucherbefahrung betrieben.

## Allgemeines

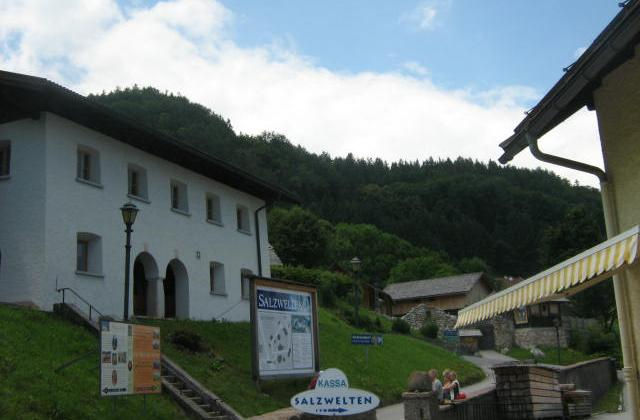
Salzbergwerk Hallein, Einfahrtsgebäude

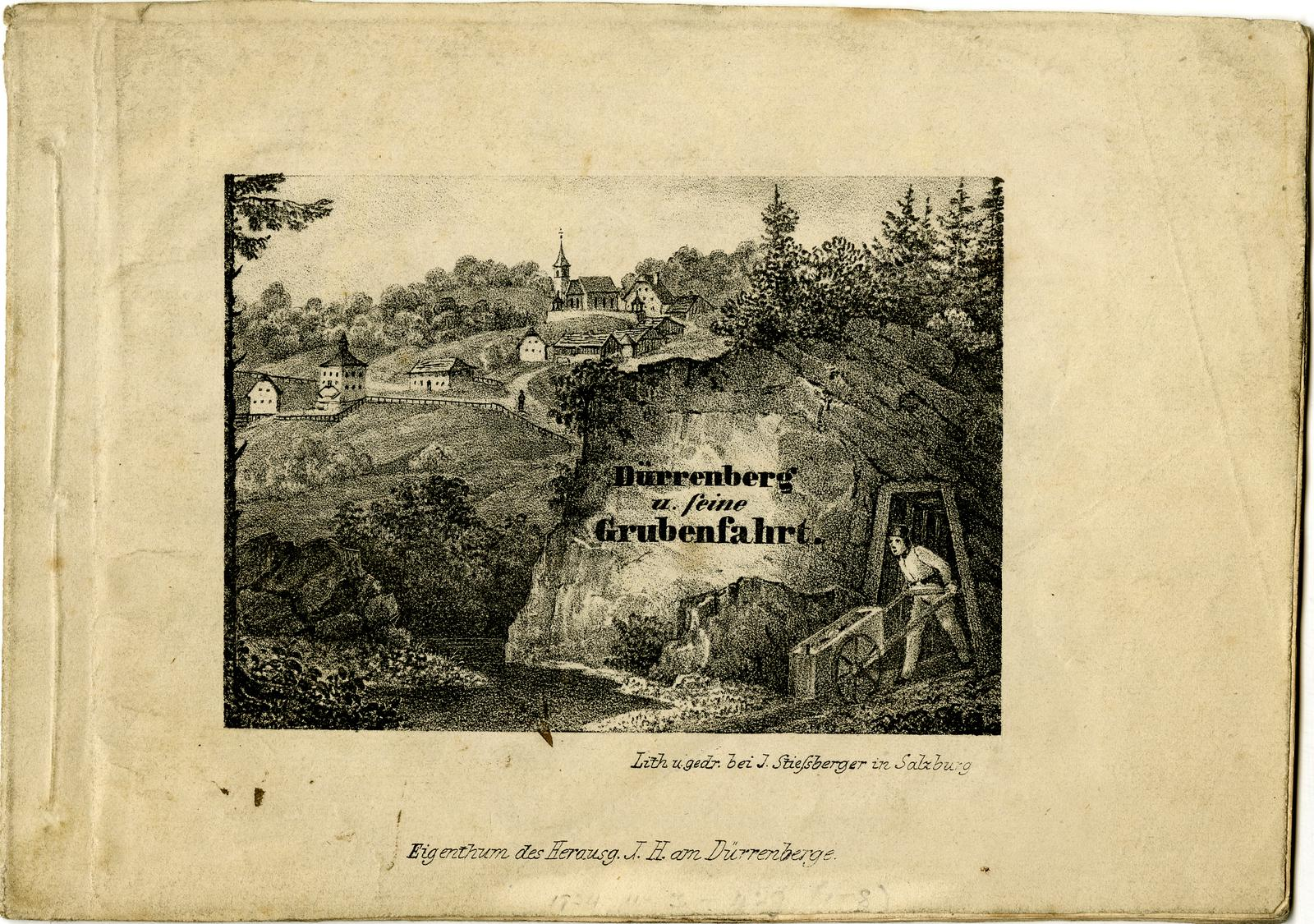
Druck (ca. 1830)

Salzquellen dieser Region wurden bereits vor den Kelten genutzt, die um ca. 600 v. Chr. mit dem Untertagebau auf dem Dürrnberg begannen. Vieles deutet auch darauf hin, dass „die norischen Salzwerke in der römischen Zeit“ auch genutzt wurden. Heute wird nur mehr sehr wenig Salz abgebaut; seit der Privatisierung wird der Betrieb als Schaubergwerk geführt.
Der Salzberg zwischen Hallein und Berchtesgaden, mit seinem alten Namen Tuval, hat eine Länge von 1400 bis 1700 m und eine Breite von ca. 1000 bis 1200 m, die Höhe der Salzlagerstätte beträgt 350 bis 400 m. Dieses Salzgebirge ist ein Gemisch von Ton, Lehm und Mergel, wobei der Gehalt an Natriumchlorid durchschnittlich 50 % beträgt. Der Großteil, etwa 70 % der Lagerstätte, befindet sich auf bayerischem Gebiet; die Salinenkonvention von 1829 zwischen dem Königreich Bayern und dem Kaisertum Österreich gilt als der älteste noch in Kraft stehende Staatsvertrag Europas und regelt die Salzgewinnung.

## Bergwerk
Die Salzlagerstätte ist durch 8 übereinanderliegende Bergbauhorizonte erschlossen, dies sind von oben nach unten: das Thinfeld, der Georgenberg, der Obersteinberg, der Untersteinberg, der Jakobberg, der Rupertsberg, der Wolfdietrichberg und der 1951 angelegte Dr. Nusko-Stollen. Der seigere Abstand zwischen den einzelnen Sohlen beträgt 35 bis 40 m. Auf jeder Sohle führen Querschläge im Abstand von 200 m im rechten Winkel zum Hauptstollen zur Salzgrenze. Die einzelnen Sohlen sind durch Abhauen, die mit steilen Rutschen (z. B. Buchstall-Rolle 42°, Jakobberg-Rolle 45° oder Wolf-Dietrich-Rolle 42°) ausgestattet sind, oder seigere Schächte verbunden. Strecken dienen entweder der Ausrichtung, der Zu- oder Ableitung von Wasser und Sole, zur Bewetterung oder der Förderung und Fahrung. Zwischen den einzelnen Sohlen befinden sich die Laugwerke bzw. Bohrlochsoleinrichtungen für die Solegewinnung.
1894 begann die Elektrifizierung der Stollen, die Beleuchtungsmöglichkeit brachte eine enorme Erleichterung für die Arbeit unter Tag. Ebenso konnte mit der Erweiterung des Wolf-Dietrich-Stollens mit elektrischen Schlagbohrmaschinen begonnen werden, dieses Vorhaben wurde 1905 abgeschlossen.

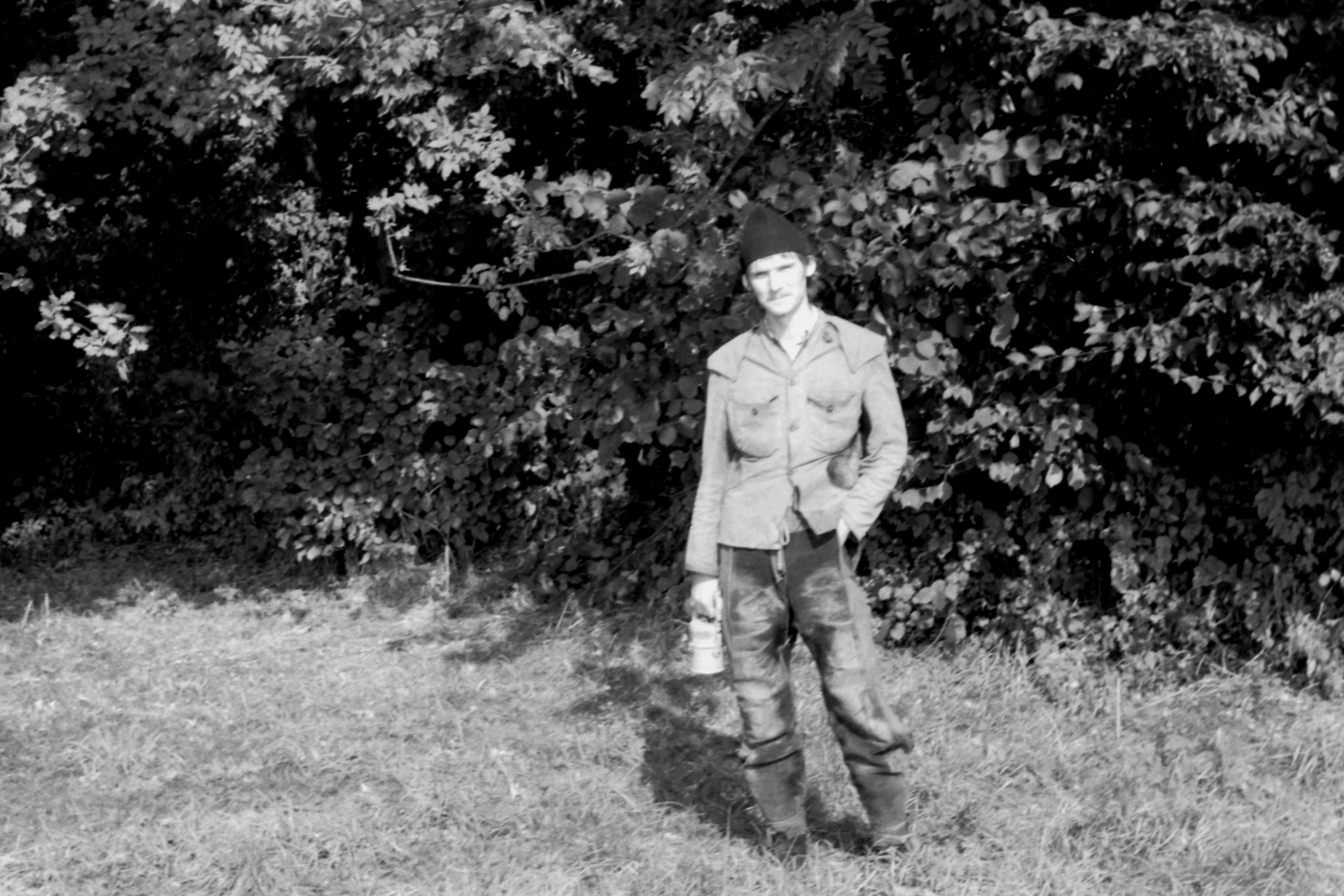
Bergwerksführer mit Karbidlampe 1972

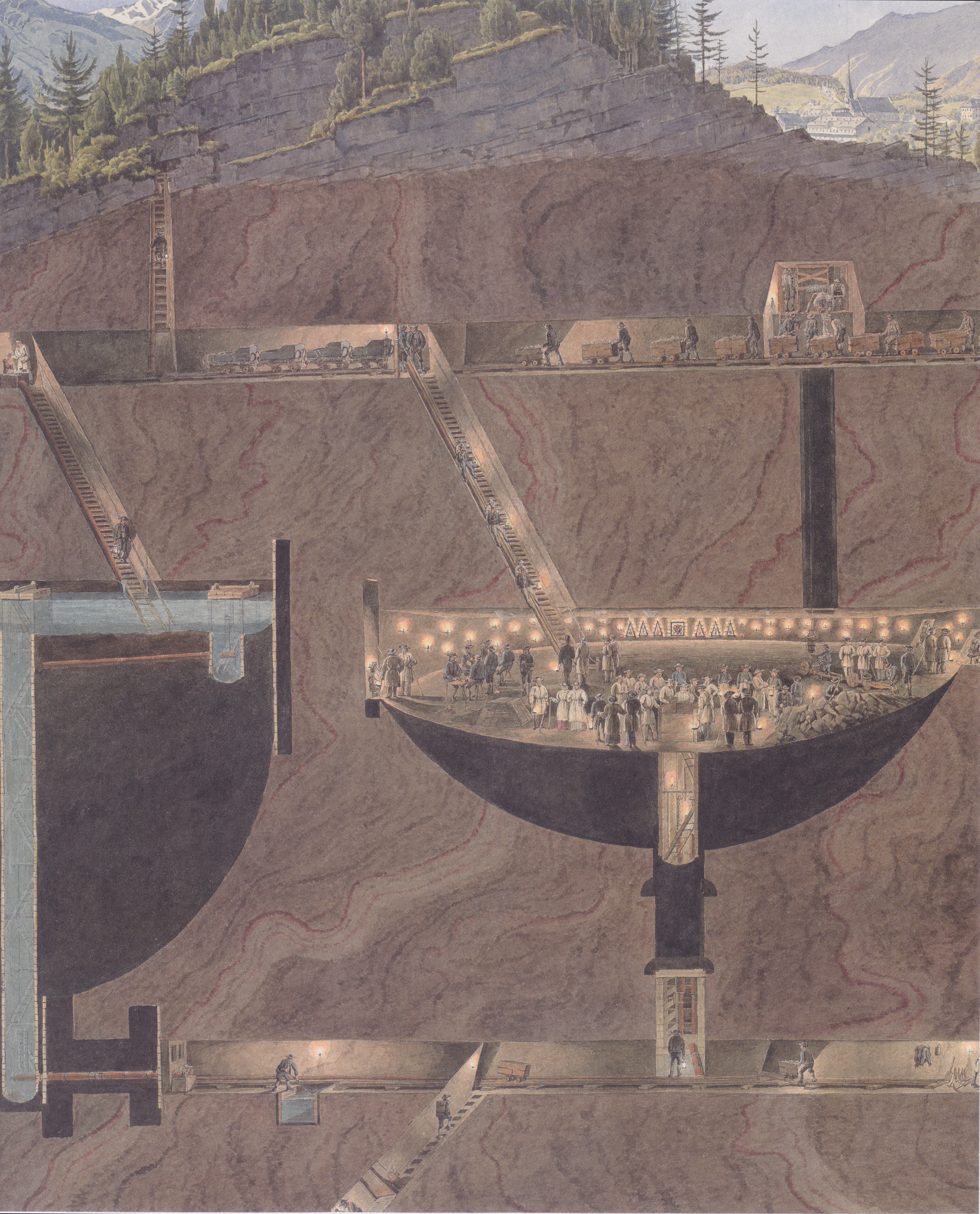
Das Salzbergwerk von Hallein – ca. 1834

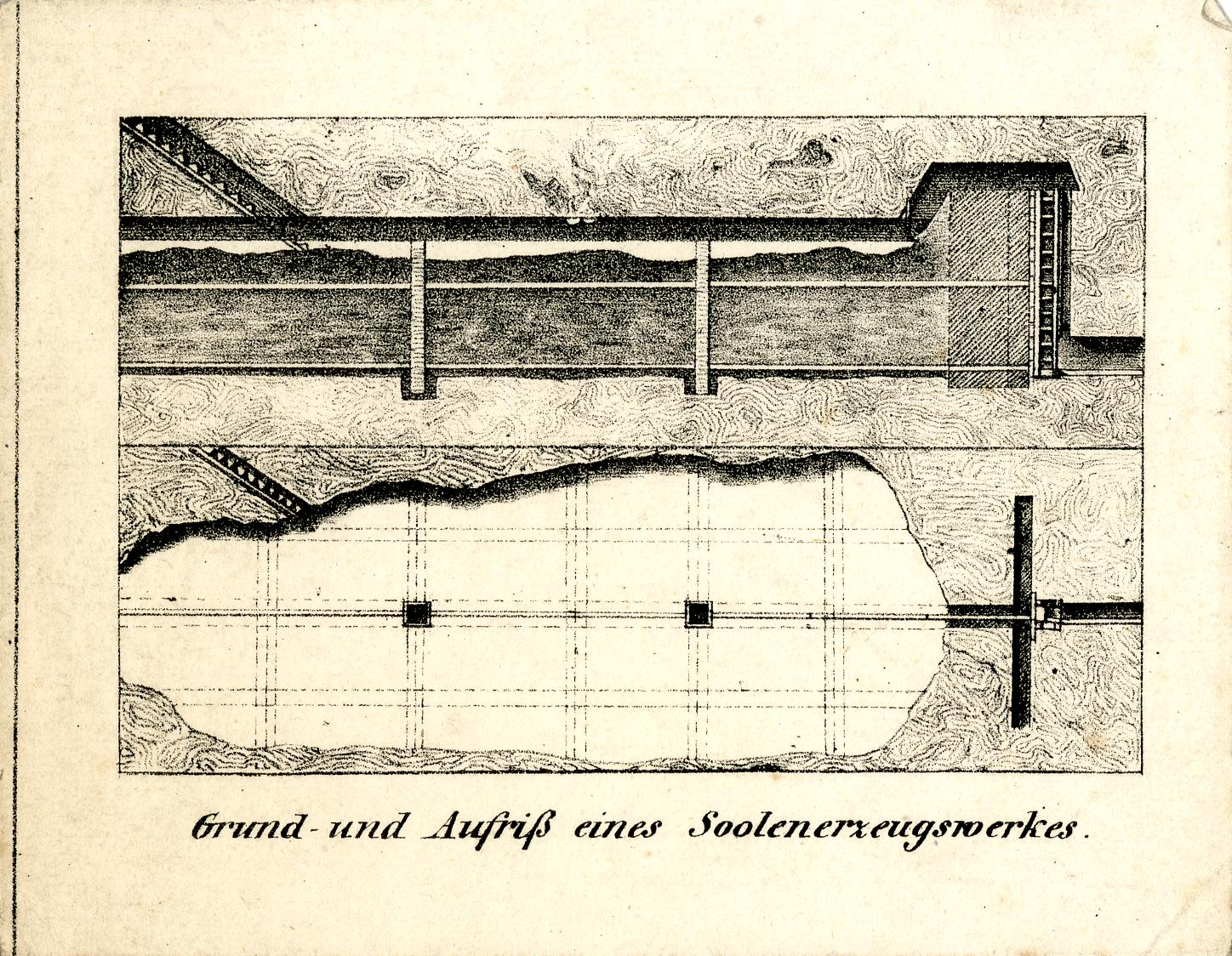
Laugwerk zwischen 2 Sohlen

## Die Grubenbahn
Stoßkarren wurden bereits um 1596 beim Bau des Wolf-Dietrich-Stollens verwendet und um 1818 vom „Dürrnberger Hund“ abgelöst. 1804 schilderte der Naturforscher und Schriftsteller J. A. Schultes in seinem Buch Reise durch Salzburg und Berchtesgaden den Ablauf eines Bergwerksbesuches am Dürrnberg, dabei beschreibt er bis ins Detail die hölzerne Grubenbahn. Ab 1895 kam nach der Erweiterung des Wolf-Dietrich-Stollens die zweigleisige Grubenbahn mit 500 mm Spurweite zum Einsatz. Vorerst ohne Lokomotivbetrieb, die „Wurstwagen“ rollten durch die Schwerkraft die 2 Kilometer lange Strecke aus dem Berg hinaus und mussten durch Menschenkraft wieder den Stollen hinauf geschoben werden. Stoßkarrenbetrieb gab es in den Zwischenhorizonten Ruperts- und Jakobberg noch bis um 1930. Ab 1951 machte der Einsatz der Gebus-Grubenlok im Wolf-Dietrich-Stollen den Wagenschieber brotlos.

### Lokbestand des Salzbergwerks bis 1975
- Lok 1: Jenbach, Type JW 8, Baujahr 1951, eingesetzt im Dr.-Nusko-Erbstollen, Eggl-Riedel- und Wolf Dietrich-Stollen, Georgenberg
- Lok 2: Jenbach, Type JW 8, Baujahr 1951, eingesetzt im Dr.-Nusko-Erbstollen, Eggl-Riedel- und Wolf Dietrich-Stollen, Georgenberg
- Lok 3: Jenbach, Type JW 20, Baujahr 1954, eingesetzt im Wolf Dietrich-Stollen
- Lok 4: Jenbach, Type JW 20, Baujahr 1952, eingesetzt im Wolf Dietrich-Stollen
- Lok 5: Gebus, Type DGL18/40, Baujahr 1951, eingesetzt im Wolf Dietrich-Stollen
- Lok 6: Bartz, Type GA03e02, Baujahr 1963, eingesetzt im Untersteinberg und Georgenberg
- Lok 7: Jenbach, Type JW 20, Baujahr 1963, eingesetzt im Wolf Dietrich-Stollen
- Lok 8: Jenbach, Type JW 10a, Baujahr 1958, eingesetzt im Obersteinberg-Stollen[3]

### Erneuerung des Lokomotivparks in den Jahren 1980–1989
Angeschafft wurden Lokomotiven der Firma Jenbach, und zwar Pony 10A (Baujahr 1980), JW 20 G (Baujahr 1981) und weitere 3 Stk. Pony 10A (Baujahr 1981, 1986 und 1989). Baulokomotiven für den Umbau der Fremdenbefahrung im Obersteinberg-Stollen waren drei Jenbach-Dieselloks vom Typ JW 20. Von 1976 bis 1994 waren Knotz-Akkuloks im Einsatz, danach zwei Elin-Akkuloks vom Typ DGL 16.3, wobei noch eine alte Knotz-Lok als Reserve behalten wurde. 1998 gab es Schienenverkehr mit Lokomotiven im Georgenberg-Horizont, im Ober- und Untersteinberg-Horizont und im Wolf-Dietrich- und Eggl-Riedel-Stollen.

## Besucherbefahrungen

### Geschichte
Bereits im 17. Jahrhundert konnten auf Einladung der erzbischöflichen Bergherren ausgewählte Personen an einer Grubenfahrt teilnehmen. Dies war auch eine bedeutende Einnahmequelle der Bergwerksbetreiber. Nach der Säkularisation 1803–1810 sowie in der Zeit der Franzosenkriege fanden keine Befahrungen statt, diese sind erst wieder ab Mitte des Mitte des 19. Jahrhunderts dokumentiert. Bereits vor dem Ersten Weltkrieg stieg die Besucherzahl auf einige tausend jährlich an, es entstand ein regelrechter Bergfahrtsbetrieb. Bei der Grubenfahrt war der Salzsee mit Öllichtern erhellt und es existierten bereits drei Rutschen, auf denen Dreiergruppen in die Tiefe gleiten konnten. Nach dem Ersten Weltkrieg stieg die Besucherzahl auf jährlich bis zu 25.000, sank jedoch durch die Wirtschaftskrise der 1930er-Jahre stark ab. 1941 wurde der Besucherbetrieb eingestellt und erst 1947 wieder eröffnet. 1952 errichtete die Stadt Hallein, finanziert aus Mitteln des Marshallplans, die Salzbergbahn. Diese Seilbahn auf den Dürrnberg stellte für 30 Jahre die wichtigste Verkehrsader sowohl für die einheimische Bevölkerung als auch für die Bergwerksbesucher dar. Von da an stiegen die Besuchszahlen kontinuierlich bis zum Höchstwert, für die sogenannte „Alte Führungsstrecke“, auf 166.863 Besucher im Jahr 1969.
Die etwa zweistündige Grubenfahrt wurde für kleine Gruppen von 12 Personen ausgerichtet. Die ersten 2 Kilometer ging es im Gänsemarsch in den Salzberg hinein, mit 2 Bergleuten als Beleuchter, beide waren mit einer Karbidlampe ausgerüstet, und fachkundige Fremdenführer. Höhepunkte der Führung waren die 9 Rutschen, auf denen die Führer mit Bremsleder an der Arbeitskleidung ausgestattet, jeweils 6 Personen hinter sich, die unterschiedlich langen und verschieden steilen Rutschen mit Hilfe von zwei Bremstauen meisterten. In einem Boot führte die Tour über den beleuchteten Salzsee. Neben zugewachsenen Strecken, Kunstwerken (Salzträger von Jakob Adlhart, Reliefplatte des heiligen Sigismund), vorchristlichen Arbeitswerkzeugen aus dem Heidengebirge und moderneren Gerätschaften konnten die Gäste in einem kleinen Museumsraum auch große Natriumchloridkristalle besichtigen.

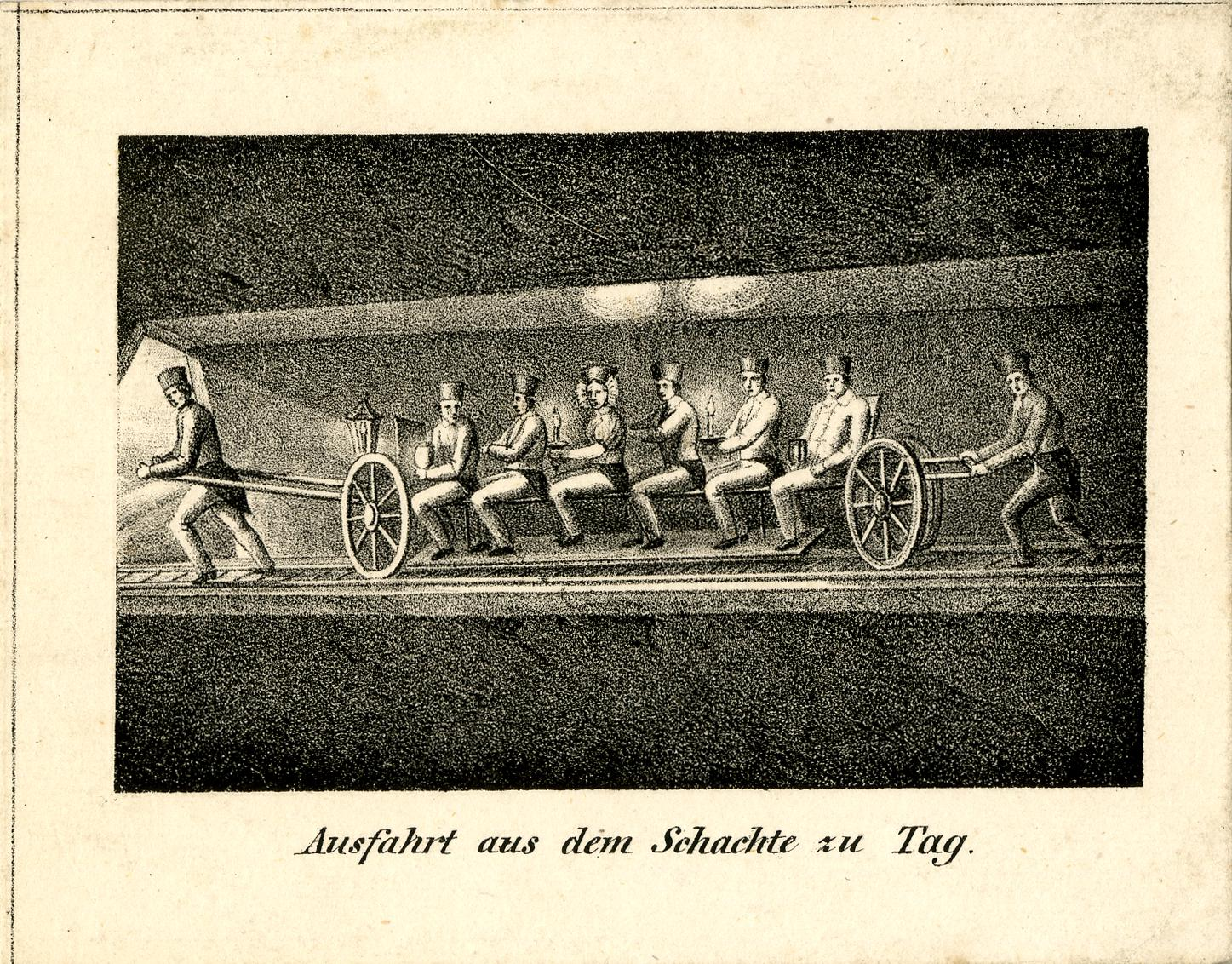
Ausfahrt aus dem Schachte

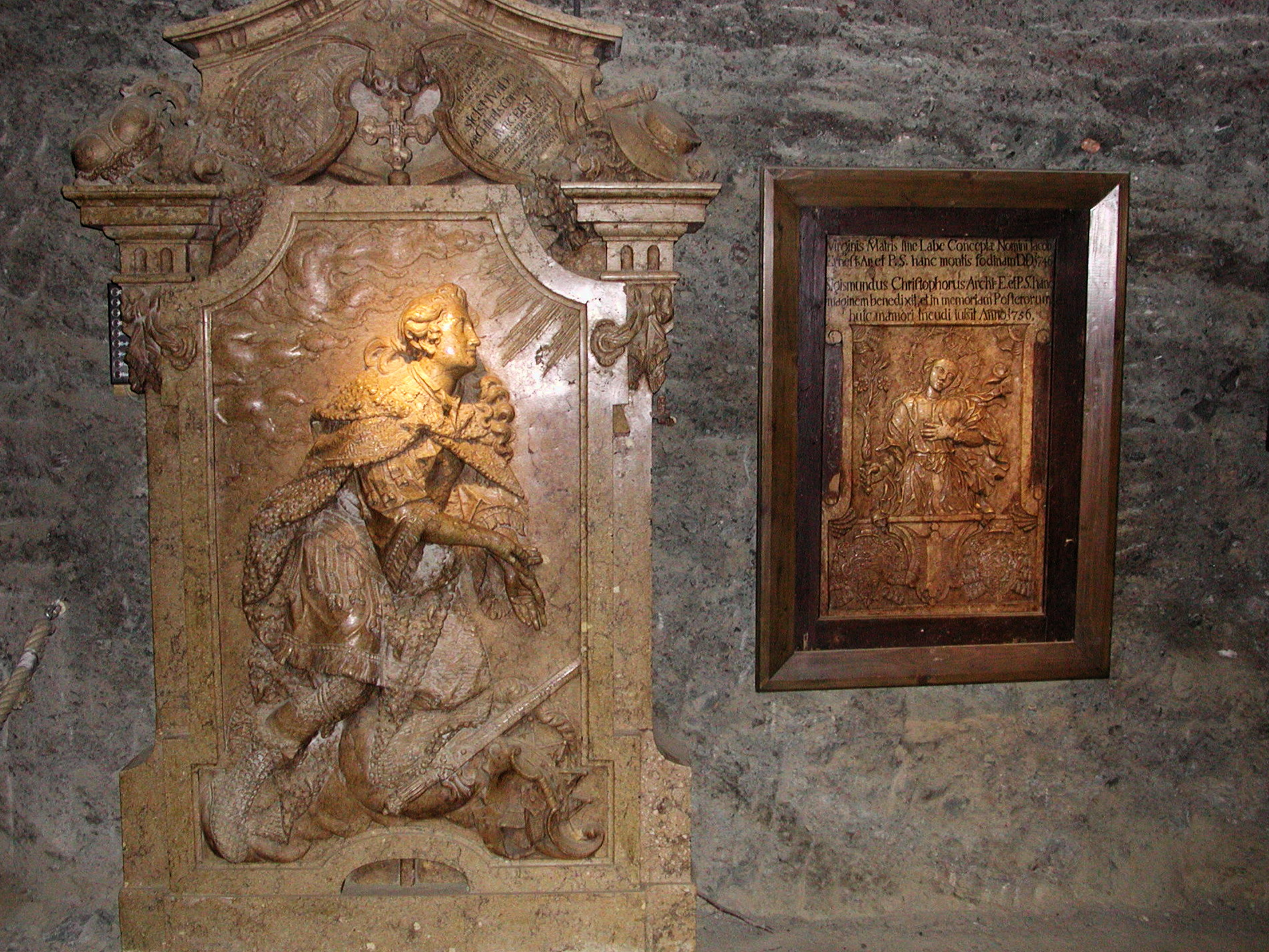
Links: Hl. Sigismund, rechts Hl. Barbara mit Zweig

Die letzten Kilometer der Bergfahrt rollten die Besucher auf Hunten (offenen Grubenwagen, in Hallein „Wurstwagen“ genannt) den Wolf-Dietrich-Stollen hinaus. Diese Fahrt endete im Kalkfelsen des 1952 geschlagenen Eggl-Riedel-Stollens über der Stadt Hallein mit einer kurzen Fahrt im Tageslicht des Raingrabens. Anschließend gelangten die Besucher über zwei weitere Rutschen zum Mundloch des Eggl-Riedel-Stollens im Ortsteil Gamp.
Nach einer sicherheitstechnischen Umstrukturierung der Führungsstrecke pendelte sich die Besucherzahl um 1980 auf etwa 140.000 Personen im Jahr ein. Mit der Privatisierung des Salzbergwerks endete 1989 zwar die Salzproduktion auf der Pernerinsel, aber der Bergbaubetrieb wurde zu einem Schaubergwerk mit der Bezeichnung Salzwelten Salzburg. Salt mine adventure umgebaut.
Der Bergwerksbesuch dauert aktuell ca. 75 Minuten, wobei bis zu 50 Gäste in einer Gruppe geführt werden. Das Mundloch befindet sich am Dürrnberg; nach der Grubenfahrt gelangen die Besucher wiederum am Dürrnberg ans Tageslicht, auf zwei Rutschen (Rollen) kann paarweise zum Salzsee hinuntergeglitten werden.

### Umbau der Salzwelten Salzburg im Jahr 2020
Von September 2020 bis Mai 2021 wurden die Salzwelten Salzburg unter und ober Tage komplett umgebaut. Besucher können seitdem den gesamten Kreislauf des Salzes von der Entstehung der Lagerstätte über den modernen und historischen Abbau bis hin zur Salzproduktion direkt am Gelände erleben. Bei den Führungen werden vier für Salzburg wichtige Epochen behandelt. Unter Tage geht es von der modernen Salzproduktion ins Barockzeitalter samt Floßfahrt über den unterirdischen Salzsee. Dem Mittelalter ist eine eigene Schaustelle gewidmet, da zu dieser Zeit der „nasse Abbau“ am Dürrnberg erfunden wurde. Unter wissenschaftlicher Kooperation mit dem Keltenmuseums Hallein wird auch die Zeit der Kelten dargestellt, da hier neben Hallstatt der bedeutendste prähistorische Salzabbau stattfand. Obertage führt der Weg von den Stollen direkt in die Salz-Manufaktur. Dort wird in einer Schausaline die Herstellung des Gourmetsalzes demonstriert. Im originalgetreuen Keltendorf wird durch eine AR Forscher-App die Arbeitswelt der Kelten erlebbar; hier steht ein Audioguide mit 14 Sprachen zur Verfügung. Außerdem gibt es einen Themenspielplatz für Kinder.

## Geschichte der Sudhütten
Im Mittelalter wurde in den Halleiner Sudhäusern, in mit Holz befeuerten schmiedeeisernen Pfannen, Salz durch Sieden gewonnen. Die Sole wurde in Holzrinnen über die Häuser der Stadt zu den Sudpfannen geleitet, um 1320 standen von diesen „Sieden“ 14 in Betrieb. Im 17. Jahrhundert gab es drei Pfannen, für diese mussten 32.000 m³ Holz bevorratet werden. Über die Holzrechenanlagen gelangten die Baumstämme in der Salzach aus den Waldgebieten nach Hallein. Bis ins Jahr 1800 bestanden acht erzbischöfliche Pfannhäuser, von denen heute nur noch das Colloredo-Sudhaus, erbaut im Jahre 1798, im Norden der Stadt erhalten ist. Dieses erwies sich aber als technische Fehlkonstruktion, wurde bereits 1803 als solches aufgegeben und für Wohnzwecke adaptiert.

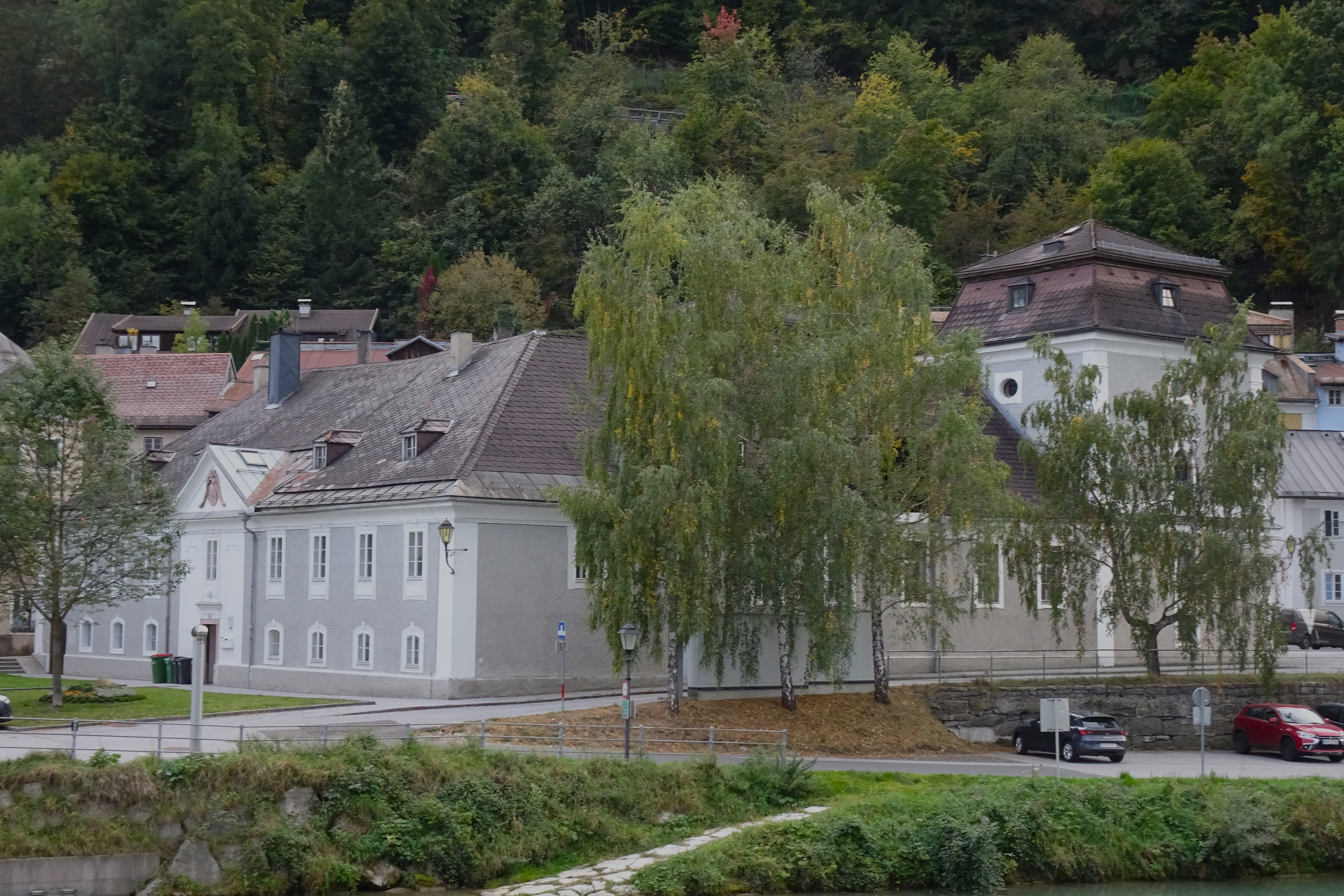
Colloredo-Sudhaus

1860 wurden vier rechteckige Sudpfannen nach den Plänen von Ritter Franz von Schwind auf der Pernerinsel in Betrieb genommen, diese hatten eine Jahreskapazität von 25.000 Tonnen. Mit dieser Umstrukturierung der Salzgewinnung verschwand 1861 das letzte Pfannhaus in der Halleiner Altstadt. Die Befeuerung der vier neuen Sudpfannen wurde 1876, fünf Jahre nach der Inbetriebnahme der Kaiserin Elisabeth-Bahn, von Holz auf Kohle umgestellt. Somit verlor auch die Holztrift auf der Salzach ihre Bedeutung und auch Europas größte Rechenanlage seine Funktion.
Mit dem Zerfall der Monarchie ging die Salzproduktion auf der Pernerinsel auf einen Zwei-Pfannen-Betrieb mit einer Jahresproduktion von ca. 8000 t zurück. Infolge dieses Rückganges wurde für kurze Zeit in Hallein nach dem Prinzip der Pilliter-Diaphragmen-Elektrolyse Salz produziert. Die Bezeichnung der Saline Hallein lautete damals Salinenverwaltung Hallein – Elektro-chemische Fabrik. Diese Fabrik wurde in den Jahren 1927/1928 durch die Ebenseer Solvay-Werke übernommen.
Während des Zweiten Weltkriegs produzierte die Saline Hallein 13.000 t pro Jahr; nach 1945 ging die Produktion sehr stark zurück. Ab 1948 stieg mit der Errichtung einer modernen Sudhüttenanlage (Thermokompression) die Salzgewinnung bis 1955 auf 28.000 Jahrestonnen.  1980 wurden vom Salzbergbau Dürrnberg in Rohrleitungen 270.000 m³ Rohsole zur Verhüttung in die Sudhütte auf die Pernerinsel  transportiert und daraus 70.000 t Salz erzeugt.
Im alten Teil des Salinengebäudes auf der Pernerinsel ist noch eine der 1852 bis 1860 errichteten Sudpfannen vorhanden. Dieses Industriedenkmal wartet seit Jahren auf seine Restaurierung.